# Esenbeckia subguttata
Esenbeckia subguttata är en tvåvingeart som beskrevs av David Fairchild 1964. Esenbeckia subguttata ingår i släktet Esenbeckia och familjen bromsar. Inga underarter finns listade i Catalogue of Life.